# Asplenium durum
Asplenium durum är en svartbräkenväxtart som beskrevs av Edwin Bingham Copeland. Asplenium durum ingår i släktet Asplenium och familjen Aspleniaceae. Inga underarter finns listade.